# Carnavacation
カルナバケーションは、日本のロックバンド。音楽エンターテイメント集団。略称は「カルナバ」。2008年にカンタス村田とサンバマシーンズとして活動を開始し、2015年に改名。

## 概要
- 2008年8月、早稲田大学のサークル仲間を集め「カンタス村田とサンバマシーンズ」結成。
- 2009年自主制作にて『Primavera』『Saudade de Verão』（ともに3曲入り）を制作。
- 2010年8月、Fuji Rock Festival’10出演。
- 2012年1月、月例イベント「Saturday Night Machines」＠原宿クロコダイルを開催開始。（現在も継続中）
- 2014年6月、レコ発ワンマンをモーションブルー横浜にて開催。
- 2015年5月、「Carnavacation」（カルナバケーション）へ改名。
- 2015年 改名時より隔月シングルリリース開始『YELLOW』『SKY BLUE』『RED』『GREEN』をリリース。
- 2015年6月、月例イベント「FRIDAY presents Carnavacation Live」＠長者町FRIDAYを開催開始。（現在も継続中）
- 2015年6月、ファッションブランド「Ipanema TOKYO」とのタイアップ開始。
- 2016年連続リリースも続き、5月までに『BLUE』『PINK』『ORANGE』と発表し、シリーズ全7作が完結。
- 2016年7月、バンド初のミュージックビデオ「江ノ島メロディーLOVE」を公開。主演女優として今村美乃を迎える。
- 2016年12月、原宿クロコダイルで月例開催しているワンマン「Saturday Night Machines」が50回を突破。
- 2017年2月、かねてから尊敬していたブラジル人歌手であるGabriel Mouraとコラボした「ZEN ZEN ZEN(feat. Gabriel Moura)」をリリースし、同日にその録音風景を収めたミュージックビデオを公開。
- 2017年4月、BS朝日《ラグビーウィークリー》のエンディングテーマ曲に「だれも知らない」(『RED -Single』収録)が決定。
- 2017年8月、ラグビーの現役トップリーガー９チーム２５名が出演した 「だれも知らない」 のミュージックビデオを公開。
- 2017年8月、ジャパンラグビー トップリーグエンディング曲に「声あつめて」が決定。
- 2017年12月、キングレコードより「声あつめて」が配信限定リリース、同日にミュージックビデオも解禁。
- 2018年6月、これまでにリリースしたシングルに新録音曲を加え、コンパイルしたアルバム「CARNIVAL」と「VACATION」を２枚同時リリース。総収録曲数は２６曲。
- 2019年9月、渋谷duo MUSIC EXCHANGEにて「カルナバ爆誕’’３＋８’’周年～ゆく夏くる夏サンバでドン～」を開催。満員御礼。

## メンバー
村田匠（むらたたくみ 1月21日生まれ）
ボーカル・ギター・パーカッション・全曲の作詞作曲を担当。別名カンタス村田。東京都出身、O型。
CM音楽の楽曲制作や歌唱にも携わっている。cf)「東京ガス／エネファーム（電気ウナギイヌ編）」ほか
音楽誌への寄稿/本の執筆なども。cf）「21世紀ブラジル音楽ガイド」（Pヴァイン出版）ほか
J-WAVEナビゲーターオーディション2017にて優秀賞受賞。
ラグビーワールドカップ2019に向け、元ラグビー日本代表キャプテン廣瀬俊朗らと共に「国歌でおもてなし」をするプロジェクト、Scrum Unison（スクラム・ユニゾン）を結成。
祖父は洋画家の村田省蔵、母は歌手でおかあさんといっしょで14代目うたのおねえさんを務めたしゅうさえこ、弟はラグビー選手の村田毅。
浅見卓矢（あさみたくや 8月19日生まれ）
ギター・コーラスを担当。埼玉県出身、O型。
岡部量平（おかべりょうへい 8月30日生まれ）
ドラムを担当。神奈川県出身、A型。
田中綾美（たなかあやみ 1月13日生まれ）
キーボード・ボーカルを担当。東京都出身、O型。
林遼佑（はやしりょうすけ 4月28日生まれ）
サックス・ホーンアレンジを担当。香川県出身、O型。

## 旧メンバー
宮澤摩周（みやざわましゅう 5月26日生まれ）
パーカッションを担当。愛知県出身、O型。
沼原類（ぬまはらるい 2月7日生まれ）
ベースを担当。東京都出身、A型。
青栁智里（あおやぎちさと 3月5日生まれ）
パーカッションを担当。千葉県出身、B型。
宮地良平（みやちりょうへい 11月23日生まれ）
パーカッションを担当。千葉県出身、O型。

## エピソード
- カルナバケーションというバンド名は「音楽ジャンルに捉われず、でも、旧バンド名（カンタス村田とサンバマシーンズ）が持っていた祝祭感や音楽性のイメージを引き継ぐもの」と考え出された、Carnaval（Carnival=カーニバル）とVacation（バケーション）の造語である。
- 「ZEN ZEN ZEN (feat. Gabriel Moura)」リリース時に公開され共同で楽曲制作をした村田匠とガブリエル・モウラとの出会いは、リオ滞在中に Mart'nália のライブに行き偶然ゲスト出演をしていたガブリエル・モウラに終演後に会いに行ったことから始まる。
- 「だれも知らない」のミュージックビデオは日本ラグビーフットボール選手会の協力により実現。出演した現役トップリーガーは全９チーム２５名。撮影はNECグリーンロケッツのグランドにて行われた。以下、出演選手について。NECグリーンロケッツ（HO 秋山哲平, FL 大和田立, HO 川村慎, FL/LO 細田佳也, CTB 松浦康一, CTB 山崎翔, LO 山田龍之介）、キヤノンイーグルス（NO8 植松宗之, PR 城彰, WTB 原田季郎, WTB 三島藍伴）、近鉄ライナーズ（SH 榎本光祐[1], PR 豊田大樹）、クボタスピアーズ（PR 海士広大, FB 合谷和弘, NO8 末永健雄）、神戸製鋼コベルコスティーラーズ（FL 安井龍太, WTB 山下楽平）、トヨタ自動車ヴェルブリッツ（SO 樺島亮太, LO/FL/NO8 姫野和樹, LO/FL/NO8 山口健太）、豊田自動織機シャトルズ（PR 古村健太郎）、ヤマハ発動機ジュビロ（CTB/WTB 吉良友嘉, LO 桑野詠真）、日野自動車レッドドルフィンズ（FL 村田毅[2]）
- 「大声YAN YAN」のミュージックビデオは最後のシーンを除き、ワンカットで制作されている。

## ミュージックビデオ
| 監督                | 曲名                               | 主演/出演                  |
| 市田ユウキ/イチキロ | 江ノ島メロディーLOVE」             | 今村美乃                   |
| 市田ユウキ/イチキロ | ZEN ZEN ZEN (feat.Gabriel Moura)   | Gabriel Moura              |
| 市田ユウキ/イチキロ | だれも知らない                     | RUGBY TOP LEAGUER/石塚真央 |
| 市田ユウキ/イチキロ | 声あつめて                         | 松本亮                     |
| 岡本美樹子          | せめて言葉を操れたのなら           | 飯田誠人/今井和美          |
| 向田達郎/イチキロ   | 大声YAN YAN                        | yasashi-kohai              |
| 市田ユウキ/イチキロ | 大声YAN YAN スペシャルインタビュー |                            |
| 橘田智緒            | だれも知らない（ライブ映像）       |                            |